# 1028. grenadirski polk (Wehrmacht)
1028. grenadirski polk (izvirno nemško 1028. Grenadier-Regiment; kratica 1028. GR) je bil pehotni polk Heera v času druge svetovne vojne.

## Zgodovina
Polk je bil ustanovljen 20. novembra 1943; julija 1944 je bil polk dodeljen 715. pehotni diviziji.